# Bradypodion ventrale
Bradypodion ventrale е вид влечуго от семейство Хамелеонови (Chamaeleonidae). Видът не е застрашен от изчезване.

## Разпространение и местообитание
Разпространен е в Южна Африка (Западен Кейп, Източен Кейп и Фрайстат).
Обитава райони с умерен климат, гористи местности, градини, ливади, храсталаци и савани.